# Rhaphidostegium jamesii
Rhaphidostegium jamesii là một loài rêu trong họ Sematophyllaceae. Loài này được (Sull.) Lesq. & James mô tả khoa học đầu tiên năm 1884.